# NGC 2291
في الفهرس العام الجديد NGC 2291 هي مجرة محدبة غير ضلعية خافتة من القدر 14.2  في كوكبة التوأمان على مسافة تقدر بنحو 234 مليون سنة ضوئية (74 مليون فرسخ فلكي) ويقدر قطرها بنحو 27 الف فرسخ فلكي . اكتشفت المجرة من قبل جون هيرشل في 22 يناير 1827.

## وصلات خارجية
- NGC 2291 -- Galaxy in Group of Galaxies
- NGC 2291 على موقع ويكي سكاي: DSS2, SDSS, GALEX, IRAS, Hydrogen α, X-Ray, Astrophoto, Sky Map, Articles and images